# Mariusz i Marta
Mariusz i Marta oraz synowie: Audyfaks i Abachum (Abakuk) – małżonkowie z synami, męczennicy chrześcijańscy z Persji (zm. ok. 270-305) i święci Kościoła katolickiego.

## Życie
O ich życiu niewiele wiadomo. Ich Passio powstało w V lub VI wieku i podaje informacje legendarne. Bardziej świadczy o nich kult.
Mariusz urodził się w zamożnej rodzinie w Persji. Po nawróceniu na chrześcijańską wiarę rozdał swój dobytek wśród ubogich i udał się z rodziną do Rzymu do grobów apostołów aby uczcić ich relikwie. Był to okres prześladowań chrześcijan, w czasach panowania Klaudiusza II (268-270) lub Dioklecjana (284–305). Rodzina starała się pomagać współwyznawcom. Zajęła się również, wraz z księdzem Janem który do nich dołączył, pochówkiem 260 męczenników na Via Salaria. Ich działania ściągnęły na Mariusza i jego rodzinę uwagę władz. Wkrótce wszyscy zostali pojmani i zamęczeni za odmowę wyrzeczenia się wiary. Mariusza i jego synów ścięto przy Via Cornelia, a Martę utopiono w studni lub stawie w Ninfa (dzis. Santa Ninfa), niedaleko Rzymu.

## Kult
Ich ciała odnalazła w późniejszym okresie pobożna przełożona pielęgniarek Felicyta i pochowała je 20 stycznia w swoim gospodarstwie rolnym w Buxus (dzis. Boccea w obszarze Rzymu). Powstał tam kościół, który w średniowieczu stał się miejscem pielgrzymek.
W IX wieku wybudowano w Rzymie kościół pw. św. Mariusza, lecz do dziś zachowały się tylko szczątki budowli.
Relikwie rodziny odkryto w roku 1590 i przechowywano je głównie w Rzymie w kościołach pw. św. Adriana, św. Karola, św. Jana Kalybity (Calybite) i św. Praksedy.
Éginhard (Einhard), zięć i biograf Karola Wielkiego, otrzymał część relikwii które zawiózł do opactwa w Seligenstadt, którego był założycielem. Część relikwii przechowywano w Soissons, ale zostały one zbezczeszczone i zniszczone przez kalwinów.
Wspomnienie liturgiczne świętej rodziny (lub każdego z osobna) obchodzono w różnych terminach (15, 16, 19, 20 stycznia itd.), obecnie 19 stycznia.